# Petersdorf (Bajorország)
Petersdorf település Németországban, azon belül Bajorországban. Lakosainak száma 1731 fő (2023. december 31.).

## Népesség
A település népessége az elmúlt években az alábbi módon változott:
| Lakosok száma | 251  | 407  | 1645 | 1656 | 1639 | 1705 | 1678 | 1686 | 1670 | 1731 |
|               | 1864 | 1975 | 1987 | 2012 | 2013 | 2015 | 2016 | 2019 | 2021 | 2023 |